# Scott Reynolds
Pour les articles homonymes, voir Reynolds.
Scott Reynolds, né le 17 mars 1981 à Kerrobert, dans la province de la Saskatchewan au Canada, est un joueur professionnel canadien de hockey sur glace.

## Carrière de joueur
Il commence sa carrière en 2002 avec les Mercyhurst College dans l'Atlantic Hockey.

## Statistiques
| Saison    | Équipe                 | Ligue   |    | Saison régulière | Saison régulière | Saison régulière | Saison régulière | Saison régulière |   | Séries éliminatoires | Séries éliminatoires | Séries éliminatoires | Séries éliminatoires | Séries éliminatoires |
| Saison    | Équipe                 | Ligue   | PJ | B                | A                | Pts              | Pun              | PJ               | B | A                    | Pts                  | Pun                  |                      |                      |
| 2002-2003 | Mercyhurst College     | NCAA    | 37 | 10               | 19               | 29               | 20               | -                | - | -                    | -                    | -                    |                      |                      |
| 2003-2004 | Mercyhurst College     | NCAA    | 36 | 9                | 17               | 26               | 14               | -                | - | -                    | -                    | -                    |                      |                      |
| 2004-2005 | Mercyhurst College     | NCAA    | 38 | 7                | 16               | 23               | 12               | -                | - | -                    | -                    | -                    |                      |                      |
| 2005-2006 | Mercyhurst College     | NCAA    | 36 | 13               | 15               | 28               | 16               | -                | - | -                    | -                    | -                    |                      |                      |
| 2006-2007 | Cyclones de Cincinnati | ECHL    | 68 | 10               | 13               | 23               | 34               | 10               | 2 | 4                    | 6                    | 6                    |                      |                      |
| 2007-2008 | Cyclones de Cincinnati | ECHL    | 71 | 13               | 25               | 38               | 57               | 21               | 4 | 1                    | 5                    | 10                   |                      |                      |
| 2008-2009 | HC Fassa               | Série A | 42 | 11               | 21               | 32               | 40               | -                | - | -                    | -                    | -                    |                      |                      |
| 2009-2010 | Cyclones de Cincinnati | ECHL    | 70 | 23               | 33               | 56               | 36               | -                | - | -                    | -                    | -                    |                      |                      |
| 2010-2011 | Cyclones de Cincinnati | ECHL    | 41 | 11               | 12               | 23               | 21               | -                | - | -                    | -                    | -                    |                      |                      |
| 2010-2011 | Americans de Rochester | LAH     | 6  | 1                | 1                | 2                | 2                | -                | - | -                    | -                    | -                    |                      |                      |